# Pont-Saint-Vincent
Pour les articles homonymes, voir Pont (toponyme) et Pont Saint-Vincent.
Pont-Saint-Vincent est une commune française située dans le département de Meurthe-et-Moselle, en région Grand Est.

## Géographie

### Localisation
Pont-Saint-Vincent se trouve sur la rive gauche de la Moselle, en face de Neuves-Maisons, à 16 km au sud-ouest de Nancy. La ville fait partie de l'agglomération de Neuves-Maisons et de la communauté de communes Moselle et Madon.

### Communes limitrophes
| Sexey-aux-Forges | Chaligny           | Neuves-Maisons      |
|                  | Pont-Saint-Vincent | Méréville           |
| Maizières        |                    | Bainville-sur-Madon |

### Sismicité
Commune située dans une zone 1 de sismicité très faible.

### Hydrographie
La commune est dans le bassin versant du Rhin au sein du bassin Rhin-Meuse. Elle est drainée par la Moselle, la Moselle canalisée, le canal de l'Est (Branche Sud), le Madon, le ruisseau du Fond de Dollainvau et le ruisseau Ste-Anne,,.
La Moselle, d'une longueur totale de 560 kilomètres dont 314 kilomètres en France, prend sa source dans le massif des Vosges au col de Bussang et se jette dans le Rhin à Coblence en Allemagne. Les caractéristiques hydrologiques de la Moselle sont données par la station hydrologique située sur la commune. Le débit moyen mensuel est de 53,6 m3/s. Le débit moyen journalier maximum est de 1 060 m3/s, atteint lors de la crue du 4 octobre 2006. Le débit instantané maximal est quant à lui de 1 250 m3/s, atteint le même jour.
la Moselle canalisée est un canal, chenal non navigable de 135 km qui relie la commune de Dieulouardà celle de Kœnigsmacker où il se jette dans la Moselle. 
Le canal de l'Est (branche Sud) est un canal, chenal navigable de 73 km qui relie la commune de Chaumouseyà celle de  où il se jette dans la Moselle. 
Le Madon, d'une longueur de 97 km, prend sa source dans la commune de Vioménil et se jette  dans la Moselle sur la commune, après avoir traversé 47 communes. 

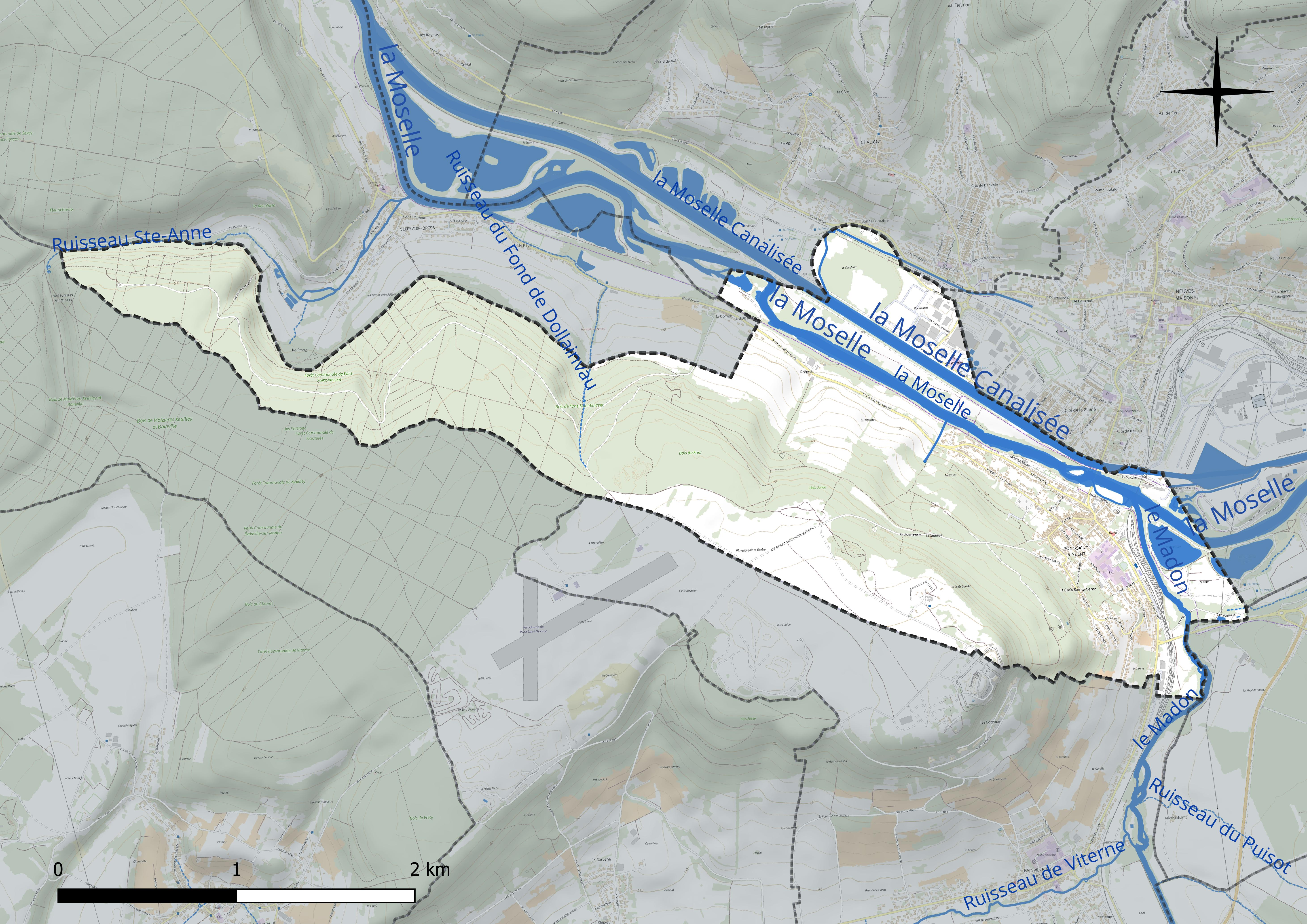
Réseau hydrographique de Pont-Saint-Vincent.

Un plan d'eau complète le réseau hydrographique : l'étang de la Morte, d'une superficie totale de 4,1 ha (0,4 ha sur la commune),.

### Climat
Pour des articles plus généraux, voir Climat du Grand Est et Climat de Meurthe-et-Moselle.
En 2010, le climat de la commune est de type climat des marges montargnardes, selon une étude du Centre national de la recherche scientifique s'appuyant sur une série de données couvrant la période 1971-2000. En 2020, Météo-France publie une typologie des climats de la France métropolitaine dans laquelle la commune est dans une zone de transition entre le climat océanique altéré et le climat océanique altéré et est dans la région climatique  Lorraine, plateau de Langres, Morvan, caractérisée par un hiver rude (1,5 °C), des vents modérés et des brouillards fréquents en automne et hiver.
Pour la période 1971-2000, la température annuelle moyenne est de 10 °C, avec une amplitude thermique annuelle de 16,7 °C. Le cumul annuel moyen de précipitations est de 852 mm, avec 12,2 jours de précipitations en janvier et 9,6 jours en juillet. Pour la période 1991-2020, la température moyenne annuelle observée sur la station météorologique de Météo-France la plus proche, « Nancy-Ochey », sur la commune d'Ochey à 12 km à vol d'oiseau, est de 10,5 °C et le cumul annuel moyen de précipitations est de 810,4 mm. 
La température maximale relevée sur cette station est de 39,6 °C, atteinte le 25 juillet 2019 ; la température minimale est de −19,1 °C, atteinte le 12 janvier 1987,,.
Les paramètres climatiques de la commune ont été estimés pour le milieu du siècle (2041-2070) selon différents scénarios d'émission de gaz à effet de serre à partir des nouvelles projections climatiques de référence DRIAS-2020. Ils sont consultables sur un site dédié publié par Météo-France en novembre 2022.

## Urbanisme

### Typologie
Au 1er janvier 2024, Pont-Saint-Vincent est catégorisée ceinture urbaine, selon la nouvelle grille communale de densité à sept niveaux définie par l'Insee en 2022.
Elle appartient à l'unité urbaine de Neuves-Maisons, une agglomération intra-départementale regroupant sept  communes, dont elle est une commune de la banlieue,,. Par ailleurs la commune fait partie de l'aire d'attraction de Nancy, dont elle est une commune de la couronne,. Cette aire, qui regroupe 353 communes, est catégorisée dans les aires de 200 000 à moins de 700 000 habitants,.

### Occupation des sols
L'occupation des sols de la commune, telle qu'elle ressort de la base de données européenne d’occupation biophysique des sols Corine Land Cover (CLC), est marquée par l'importance des forêts et milieux semi-naturels (44,2 % en 2018), une proportion identique à celle de 1990 (44,2 %). La répartition détaillée en 2018 est la suivante : forêts (37,8 %), zones agricoles hétérogènes (15,5 %), zones urbanisées (10 %), prairies (9,2 %), eaux continentales (8,8 %), milieux à végétation arbustive et/ou herbacée (6,4 %), zones industrielles ou commerciales et réseaux de communication (5,4 %), espaces verts artificialisés, non agricoles (3,3 %), zones humides intérieures (3,1 %), terres arables (0,5 %). L'évolution de l’occupation des sols de la commune et de ses infrastructures peut être observée sur les différentes représentations cartographiques du territoire : la carte de Cassini (XVIIIe siècle), la carte d'état-major (1820-1866) et les cartes ou photos aériennes de l'IGN pour la période actuelle (1950 à aujourd'hui).

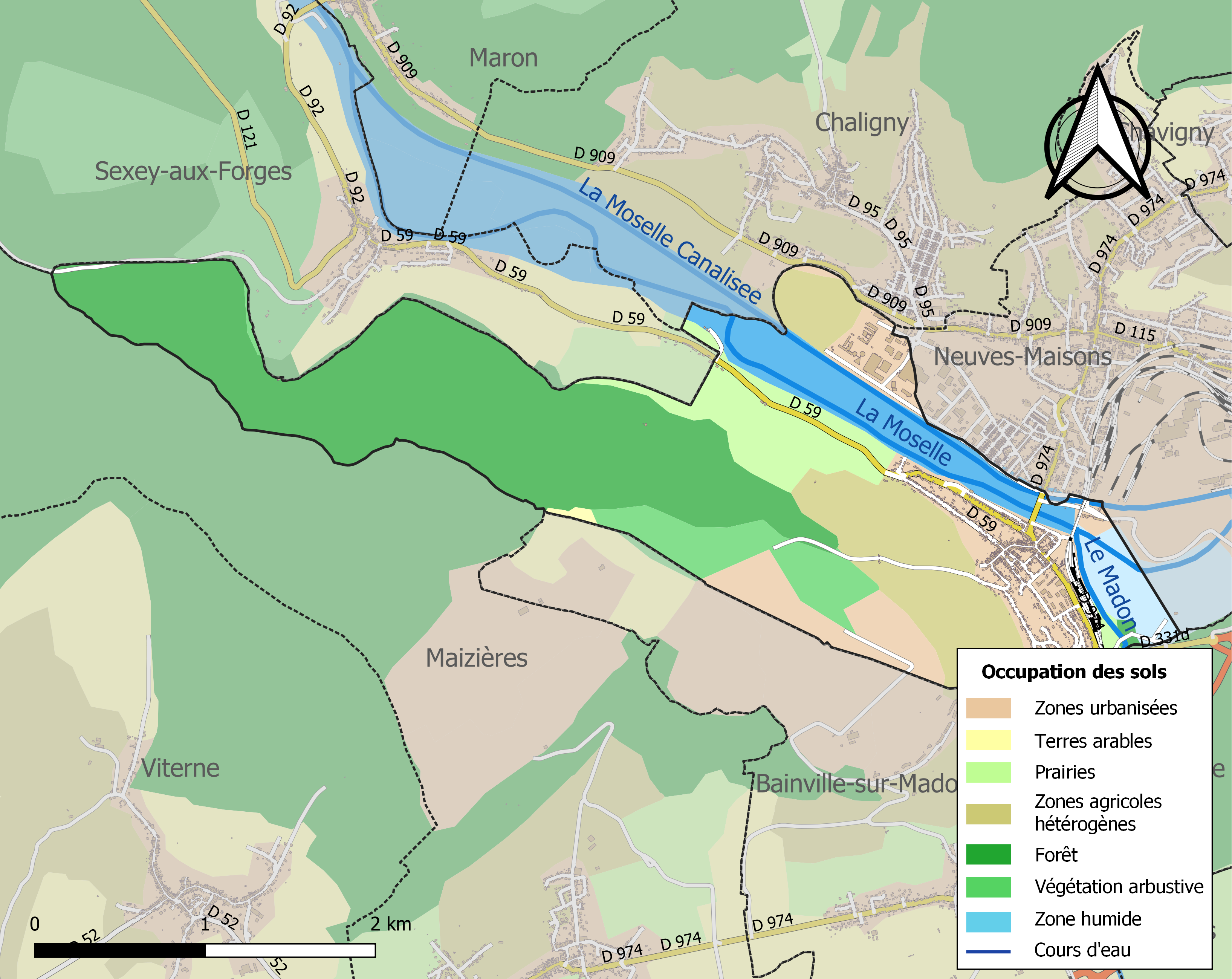
Carte des infrastructures et de l'occupation des sols de la commune en 2018 (CLC).

### Morphologie urbaine
Installée au confluent de la Moselle et du Madon, au pied du plateau Sainte Barbe, à l'endroit où la Moselle pénètre à travers les côtes qui portent son nom, la commune s'est développée à flanc de coteau au débouché du pont historique, enjambant la rivière. Entourée de villages en partie agricoles (Chaligny, Chavigny, Maron, Neuves-Maisons...) la commune de Pont-Saint-Vincent avec sa petite noblesse, ses fonctionnaires, son artisanat diversifié, avait pris une importance commerciale et cela dès le XVIe siècle.

### Habitat et logement
En 2019, le nombre total de logements dans la commune était de 1 006, alors qu'il était de 954 en 2014 et de 979 en 2009.
Parmi ces logements, 88 % étaient des résidences principales, 0,5 % des résidences secondaires et 11,6 % des logements vacants. Ces logements étaient pour 71,7 % d'entre eux des maisons individuelles et pour 27,9 % des appartements.
Le tableau ci-dessous présente la typologie des logements à Pont-Saint-Vincent en 2019 en comparaison avec celle de Meurthe-et-Moselle et de la France entière. Une caractéristique marquante du parc de logements est ainsi une proportion de résidences secondaires et logements occasionnels (0,5 %) inférieure à celle du département (2 %) mais supérieure à celle de la France entière (9,7 %). Concernant le statut d'occupation de ces logements, 72,8 % des habitants de la commune sont propriétaires de leur logement (73,5 % en 2014), contre 57,2 % pour la Meurthe-et-Moselle et 57,5 pour la France entière.
| Typologie                                               | Pont-Saint-Vincent | Meurthe-et-Moselle | France entière |
| ------------------------------------------------------- | ------------------ | ------------------ | -------------- |
| Résidences principales (en %)                           | 88                 | 88,7               | 82,1           |
| Résidences secondaires et logements occasionnels (en %) | 0,5                | 2                  | 9,7            |
| Logements vacants (en %)                                | 11,6               | 9,3                | 8,2            |

### Voies de communication et transports

#### Voies routières
Autoroutes proches : 
- A31 (aussi appelée autoroute de Lorraine-Bourgogne): Échangeurs Parc de Haye, Nancy-centre, Nancy-Gentilly.
- A33.
- A330 : Échangeurs Neuves-Maisons, Les Baraques, Flavigny sur Moselle.

#### Transports en commun
- Fluo Grand Est (ligne 570 et 580)

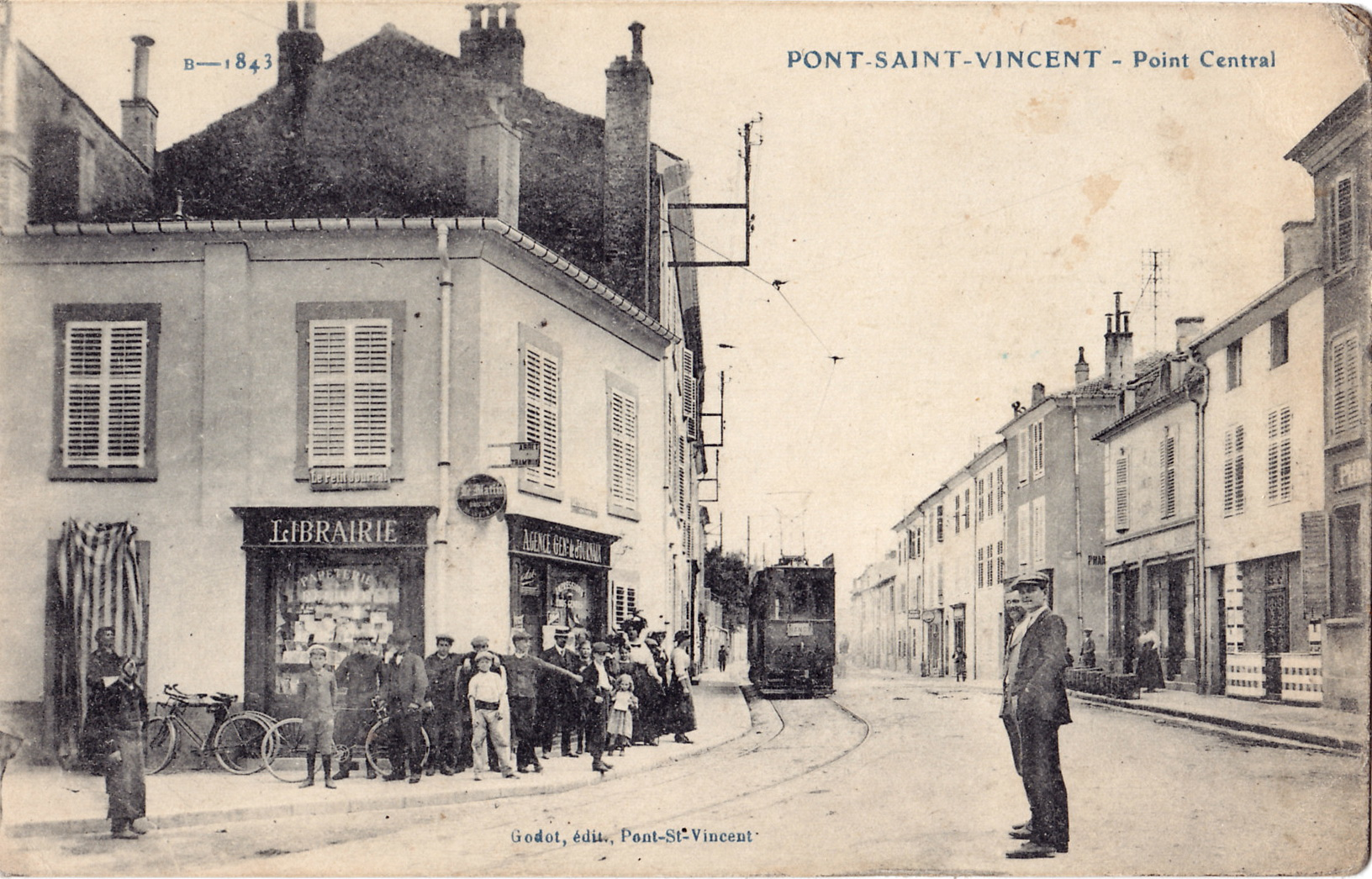
La commune était auparavant desservie par les tramway suburbains. Puis de la Compagnie générale française de tramways de 1910 à 1949, qui permettait les déplacements vers Nancy

- Le réseau T'MM dessert la commune de Pont-Saint-Vincent ainsi que d'autres communes de la Communauté de communes Moselle et Madon. Son utilisation est gratuite. Les lignes B, C, D et E desservent Pont-Saint-Vincent, chaque ligne proposant en moyenne 8 allers-retours quotidiens.
- Le réseau Sub' dessert la commune et est en correspondance avec la ligne 10, la ligne A et la ligne Brabois Express pour rejoindre le centre de Nancy. La ligne 100 dessert la commune avec 32 allers-retours quotidiens.

#### Lignes SNCF
- L06C du TER Fluo (Contrexéville à Gare de Pont-Saint-Vincent à Gare de Nancy) - la partie Contrexéville <> Pont-Saint-Vincent s'effectue en car - dessert aussi la commune avec 17 allers-retours quotidiens.

## Toponymie
C'est dès 1262 que ce bourg est désigné sous sa forme composée actuelle : Pont-Saint-Vincent. Son origine vient tout simplement du fait que son territoire fut attribué en partie à l'Abbaye Saint-Vincent de Metz et qu'un pont célèbre, en bois, avait été érigé sur la Moselle depuis fort longtemps.
Au cours de la Révolution française, la commune porte le nom de Pont-la-Montagne.

## Histoire

### Antiquité
Une présence humaine à Pont-Saint-Vincent est attestée dès l'Antiquité. Les vestiges d'une villa gallo-romaine, ainsi que le mobilier romain (tessons de céramique, morceaux d'amphores, tuiles plates à rebord, enclos en pierre sèche, et d'autres restes d'habitations) confirment la présence gallo-romaine sur le territoire. Il faut ajouter à cela que Pont-Saint-Vincent est situé sur une voie de communication antique, l'axe qu'elle emprunte semble venir du Saintois (dans le secteur de Vézelise et Sion-Vaudémont), au sud de la vallée de la Moselle. Ensuite elle franchit la rivière entre Pont-Saint-Vincent et Chaligny, traverse le plateau calcaire bajocien de la forêt de Haye du sud au nord et rejoint la confluence de la Moselle avec la Meurthe, vers Pompey et Frouard, au nord de l'agglomération nancéienne.
Il a été exhumé quantité de sépultures antiques, sur un chemin qui conduit du village de Bainville-sur-Madon,sur le plateau de la montagne Sainte-Barbe. Différents objets accompagnaient les sépultures, parmi lesquels des vases en terre rouge et noire utilisés par les gallo-romains dans les tombeaux, des fibules, des boucles de ceinturon en bronze et en fer, des débris de colliers en pâte colorée, des pointes de flèche, un fer de lance, trois lames de couteaux, une petite monnaie impériale en bronze, et trois lames de scramasaxes. La présence de ces armes, qui sont particulièrement utilisées par les Francs, l'orientation des squelettes attestant des sépultures chrétiennes, et enfin le peu de profondeur des fosses dans lesquelles les corps avaient été déposés, permettent de fixer la date de leur enfouissement aux alentours de 400. Les sépultures découvertes sur la montagne Sainte-Barbe appartiennent bien certainement à un de ces essaims de barbares que les empereurs accueillirent sur le territoire de la Gaule, et qui, sous le nom de Lètes sous foedus avec les empereurs de l'Empire romain tardif, étaient chargés de défendre les contrées et défendre les frontières fragiles de l'Empire, bien que de cette tâche, parfois, les "barbares" avaient du mal à s'en aquitter sans quelques frictions.

### Moyen Âge
Avant le XIIe siècle il n'y a pas ou peu de traces écrites sur Pont-Saint-Vincent. Plusieurs éléments tels que des escaliers en pierre et les noms de lieux-dits notamment, laissent supposer qu'un autre château existait à Pont-Saint-Vincent au-dessus de l'actuelle rue Carnot sous la route qui mène au plateau. Avant le XIIIe siècle, il semblerait que trois hameaux quelque peu séparés soient à l'origine du Pont-Saint-Vincent actuel. Saint Vincent, le plus ancien, situé dans le haut du pays actuel, Conflans dans le bas, et la Neuve Ville - qui deviendra plus tard « Neuves-Maisons » - de l'autre côté de la Moselle. Cette dernière agglomération dont on parle vers 1210, fut construite spécialement pour dégager l'ensemble existant. Le hameau de Conflans, qui se situait sur la principale artère de communication, fut affecté au comté de Vaudémont, suivi peu de temps après par les deux autres hameaux, et cela jusqu'à l'avènement de René II au duché de Lorraine en 1477. Afin de vaincre la réticence des paysans qui préféraient le plateau, Hugues III comte de Vaudémont, propose d'affranchir les serfs qui accepteraient de s'installer sur l'autre rive.
Au XIIIe siècle, les comtes de Vaudémont font construire une bastide et un château afin de surveiller le péage instauré sur le pont de bois. Il est détruit lors d'une crue en 1410 et n'est pas reconstruit immédiatement : le passage de la Moselle s'opérant alors par bac ou à gué.

### Renaissance, époque moderne
En 1562, Pont-Saint-Vincent - c'est-à-dire l'ensemble de la rive gauche - est joint au comté de Chaligny, lequel contrôlait déjà toute la rive droite de la Moselle. La prévôté qui s'y installe a la charge de 7 à 8 villages et occupe le bâtiment du presbytère. À cette date Pont-Saint-Vincent n'avait pas de curé et était « annexe » de Sexey-aux-Forges.
Vers 1570, Jean 1er de Rambouillet fait construire un château de style Renaissance sur un domaine qui lui fut offert. En 1602, son fils fait construire un pigeonnier, encore visible de nos jours. Le château, lui, fut reconstruit au XIXe siècle.

### Époque contemporaine
La commune est desservie par les tramway suburbains puis de la Compagnie générale française de tramways de 1910 à 1949, qui permettaient les déplacements vers Nancy. Plus tard, ces lignes sont démontées et laissent place, dans le courant des années 1950, aux lignes ferroviaires puis aux transports en commun.
Le château de la Tournelle se voit confié à la commune en 1953 après avoir été reconstruit en style néoclassique à la fin du XIXe siècle par le Marquis M. L. de Bonfils. En 1968, le Lycée général et technologique la Tournelle actuel est construit, et le château devient annexe du Lycée au courant des années 1980. Le parc du domaine de la Tournelle a donc été défiguré dans les années 1970 par l'implantation de la salle des sports municipale ainsi que par la construction d'une grande surface commerciale devenue aujourd'hui la salle polyvalente de la commune.

## Politique et administration

### Budget et fiscalité 2021

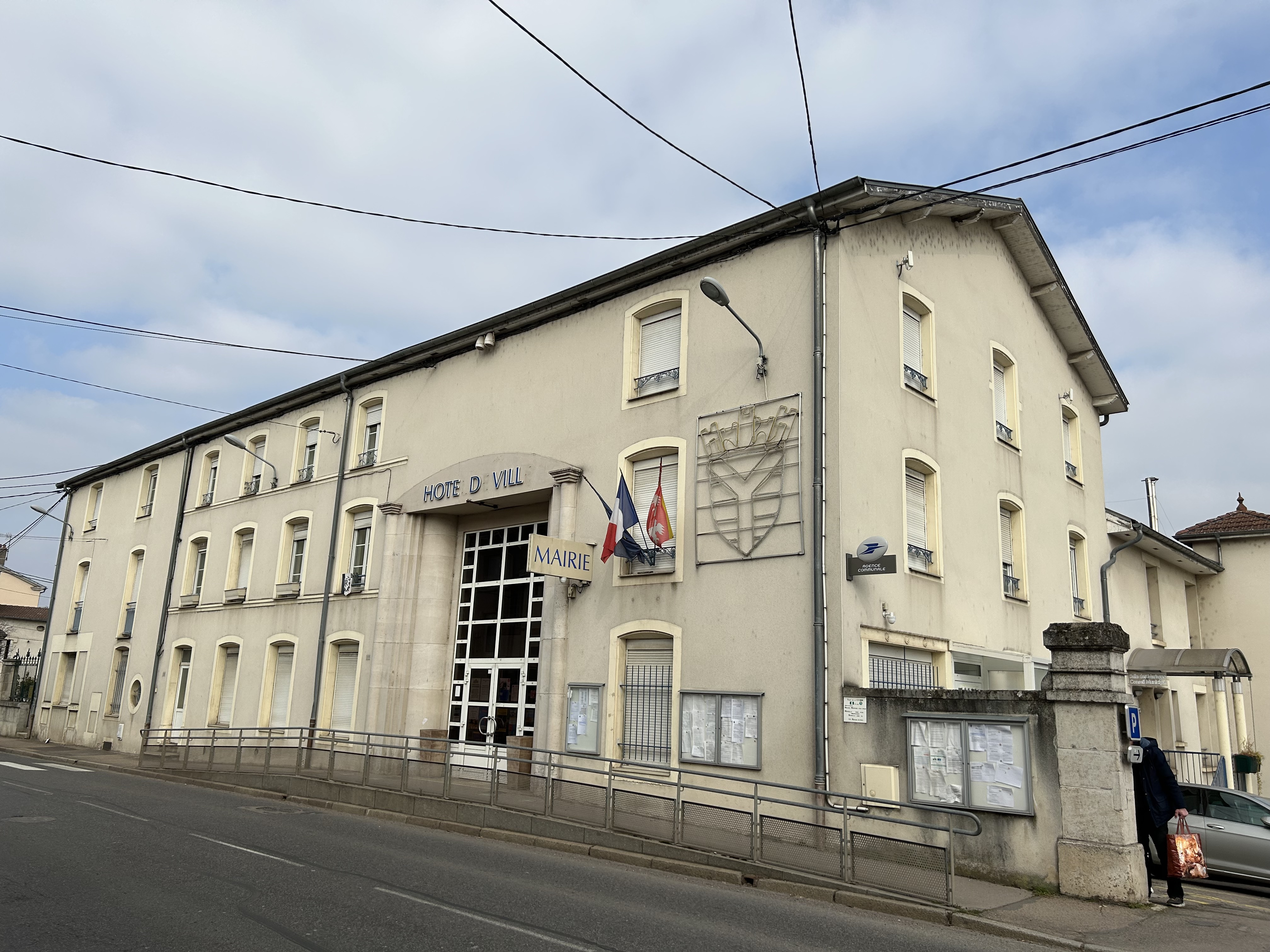
Mairie.

En 2021, le budget de la commune était constitué ainsi :
- total des produits de fonctionnement : 1 429 000 €, soit 747 € par habitant ;
- total des charges de fonctionnement : 1 229 000 €, soit 640 € par habitant ;
- total des ressources d'investissement : 62 000 €, soit 33 € par habitant ;
- total des emplois d'investissement : 223 000 €, soit 117 € par habitant ;
- endettement : 1 607 000 €, soit 840 € par habitant.

Avec les taux de fiscalité suivants :
- taxe d'habitation : 16,42 % ;
- taxe foncière sur les propriétés bâties : 37,39 % ;
- taxe foncière sur les propriétés non bâties : 29,11 % ;
- taxe additionnelle à la taxe foncière sur les propriétés non bâties : 0,00 % ;
- cotisation foncière des entreprises : 0,00 %.

Chiffres clés Revenus et pauvreté des ménages en 2020 : médiane en 2020 du revenu disponible, par unité de consommation : 21 340 €.

## Économie

### Entreprises et commerces

#### Agriculture et élevage
- Élevage de vaches laitières.
- Élevage de chevaux et d'autres équidés.
- Élevage d'autres animaux.

#### Tourisme
- Hébergements et restauration à Pont-Saint-Vincent, Neuves-Maisons, Chaligny, Vandoeuvre-les-Nancy.

#### Commerces
- Commerces et services de proximité.

### Rattachements administratifs et électoraux

#### Rattachements administratifs
La commune se trouve  dans l'arrondissement de Nancy du département de Meurthe-et-Moselle
Elle faisait partie de 1801 à 1973  du canton de Nancy-Ouest, année où elle intègre le canton de Neuves-Maisons. Dans le cadre du redécoupage cantonal de 2014 en France, cette circonscription administrative territoriale a disparu, et le canton n'est plus qu'une circonscription électorale.

#### Rattachements électoraux
Pour les élections départementales, la commune est membre depuis 2014 d'un nouveau  canton de Neuves-Maisons.
Pour l'élection des députés, elle fait partie de la cinquième circonscription de Meurthe-et-Moselle.

### Intercommunalité
Pont-Saint-Vincent est membre fondateur de la communauté de communes Moselle et Madon, un établissement public de coopération intercommunale (EPCI) à fiscalité propre créé en 2001 et auquel la commune a transféré un certain nombre de ses compétences, dans les conditions déterminées par le code général des collectivités territoriales.
Cette communauté de communes succède au district urbain de Neuves-Maisons créé en 1965.

### Liste des maires
| Période   | Période                      | Identité            | Étiquette | Qualité                           |
| --------- | ---------------------------- | ------------------- | --------- | --------------------------------- |
| 1900      | 1908                         | Léon Allord-Garny   |           |                                   |
| 1908      | 1909                         | Charles Urion       |           |                                   |
| 1909      | 1909                         | Théodore Lefort     |           |                                   |
| 1909      | 1913                         | Édouard Bastien     |           |                                   |
| 1913      | 1919                         | Charles Dalle       |           |                                   |
| 1919      | 1920                         | Eugène Canteneur    |           |                                   |
| 1920      | 1925                         | Charles Poussardin  |           |                                   |
| 1925      | 1941                         | Paul Croupie        |           |                                   |
| 1941      | 1944                         | Albert Mangeot      |           |                                   |
| 1944      | 1970                         | Jean Deschamps      |           |                                   |
| 1970      | 1978                         | Marcel Pejoux       | PS        | Conseiller général                |
| 1978      | 1983                         | Roger Koenig        |           |                                   |
| 1983      | 1989                         | Jacques Seren       |           |                                   |
| 1989      | 1995                         | Jean Chefson        |           |                                   |
| juin 1995 | mai 2020                     | Jacques Seren-Rosso |           | Retraité salarié du secteur privé |
| mai 2020  | En cours (au 6 juillet 2022) | Yannick Hellak      |           | Cadre de la fonction publique     |

## Population et société

### Démographie

#### Évolution démographique
L'évolution du nombre d'habitants est connue à travers les recensements de la population effectués dans la commune depuis 1793. Pour les communes de moins de 10 000 habitants, une enquête de recensement portant sur toute la population est réalisée tous les cinq ans, les populations de référence des années intermédiaires étant quant à elles estimées par interpolation ou extrapolation. Pour la commune, le premier recensement exhaustif entrant dans le cadre du nouveau dispositif a été réalisé en 2005.

En 2022, la commune comptait 1 784 habitants, en évolution de −6,15 % par rapport à 2016 (Meurthe-et-Moselle : −0,13 %, France hors Mayotte : +2,11 %).
| 1793  | 1800 | 1806 | 1821  | 1831  | 1836 | 1841 | 1846 | 1851 |
| ----- | ---- | ---- | ----- | ----- | ---- | ---- | ---- | ---- |
| 1 023 | 962  | 929  | 1 042 | 1 078 | 884  | 862  | 866  | 863  |

| 1856 | 1861 | 1872 | 1876 | 1881  | 1886  | 1891  | 1896  | 1901  |
| ---- | ---- | ---- | ---- | ----- | ----- | ----- | ----- | ----- |
| 822  | 810  | 865  | 995  | 1 846 | 1 688 | 1 781 | 2 163 | 2 258 |

| 1906  | 1911  | 1921  | 1926  | 1931  | 1936  | 1946  | 1954  | 1962  |
| ----- | ----- | ----- | ----- | ----- | ----- | ----- | ----- | ----- |
| 2 363 | 2 632 | 2 119 | 2 123 | 2 353 | 2 140 | 2 028 | 2 227 | 2 490 |

| 1968  | 1975  | 1982  | 1990  | 1999  | 2005  | 2006  | 2010  | 2015  |
| ----- | ----- | ----- | ----- | ----- | ----- | ----- | ----- | ----- |
| 2 540 | 2 347 | 2 143 | 2 069 | 2 051 | 2 044 | 2 043 | 1 968 | 1 887 |

| 2020  | 2022  | - | - | - | - | - | - | - |
| ----- | ----- | - | - | - | - | - | - | - |
| 1 813 | 1 784 | - | - | - | - | - | - | - |

### Enseignement
Établissements d'enseignements :
- Écoles maternelle et primaire.
- Collèges à Neuves-Maisons, Ludres, Villers-lès-Nancy, Vandœuvre-lès-Nancy.
- Lycées à Pont-Saint-Vincent, Villers-lès-Nancy, Vandœuvre-lès-Nancy, Laxou.

### Santé
Professionnels et établissements de santé :
- Médecins à Pulligny, Flavigny-sur-Moselle, Voinémont, Méréville, Richardménil, Bainville-sur-Madon, Pont-Saint-Vincent.
- Pharmacies à Pulligny, Flavigny-sur-Moselle, Richardménil, Pont-Saint-Vincent.
- Hôpitaux à Neuves-Maisons, Vandoeuvre-lès-Nancy, Saint-Nicolas-de-Port.

### Cultes
- Culte catholique, Paroisse La Visitation sur Moselle et Madon[37], Diocèse de Nancy et Toul.

## Culture locale et patrimoine

### Lieux et monuments

#### Édifices civils

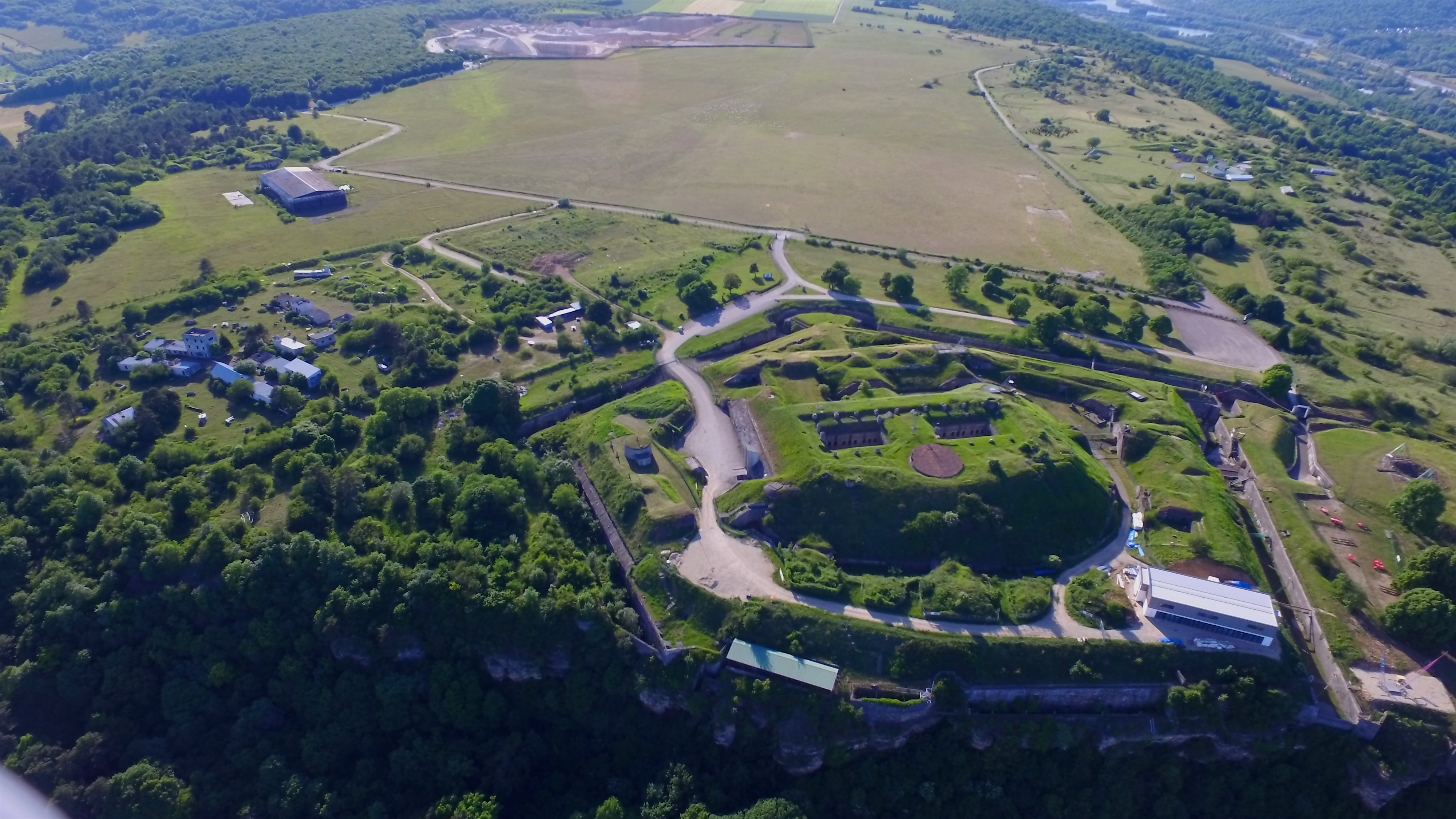
Le Fort Pélissier, parc de loisirs, anciennement connu sous le nom de Fort Aventure.
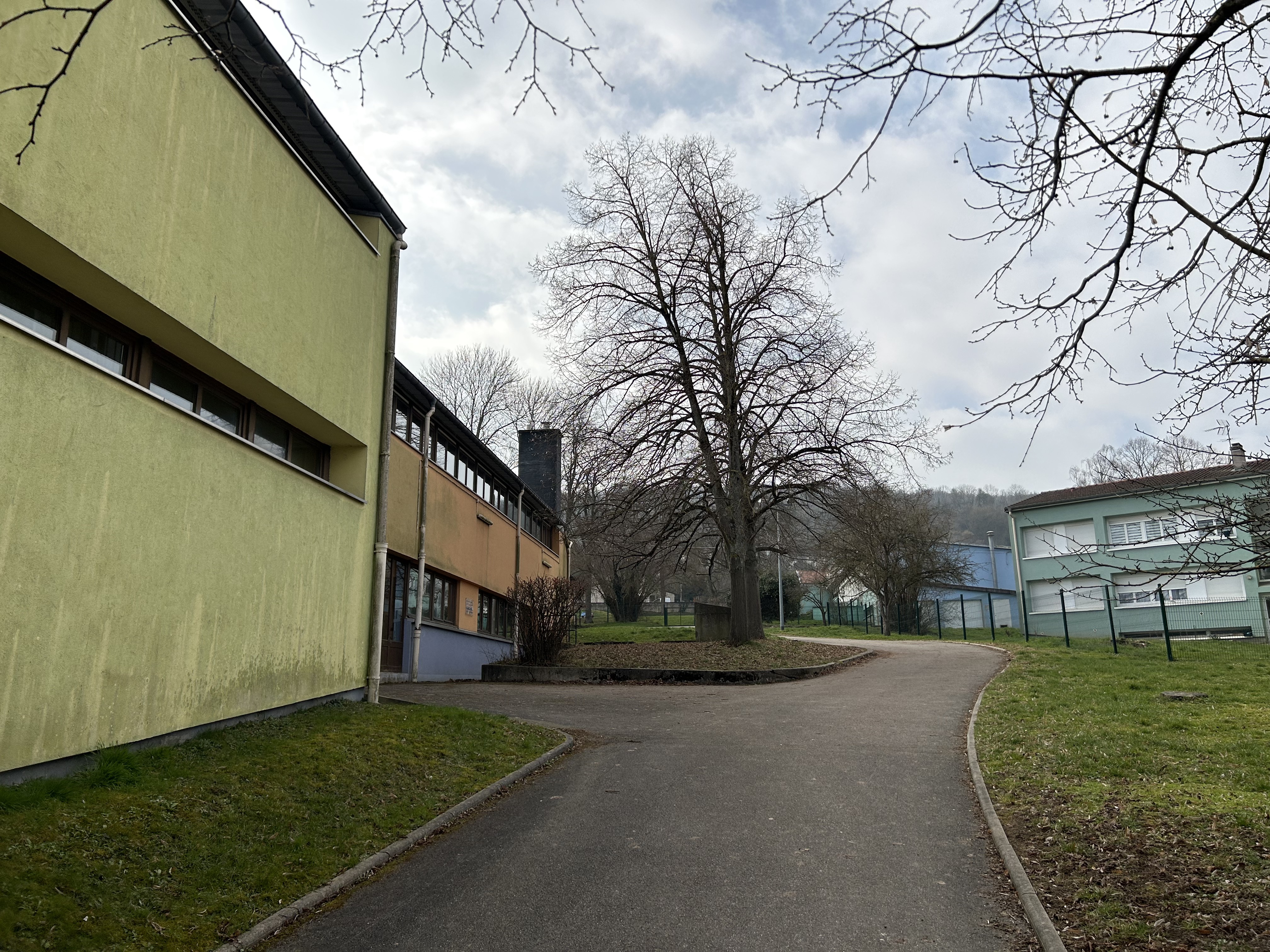
École Pasteur.
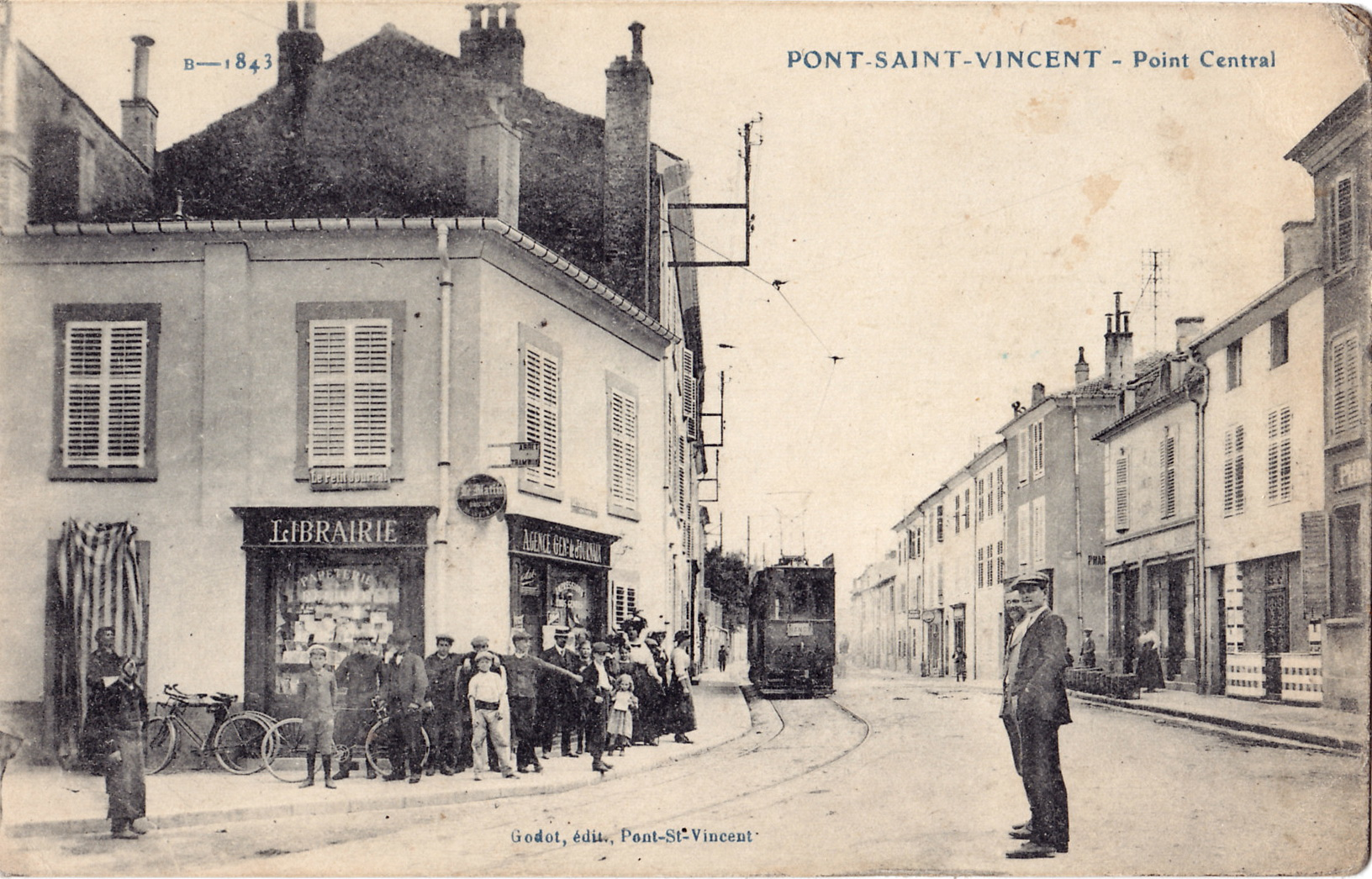
Pont-Saint-Vincent avant 1914.
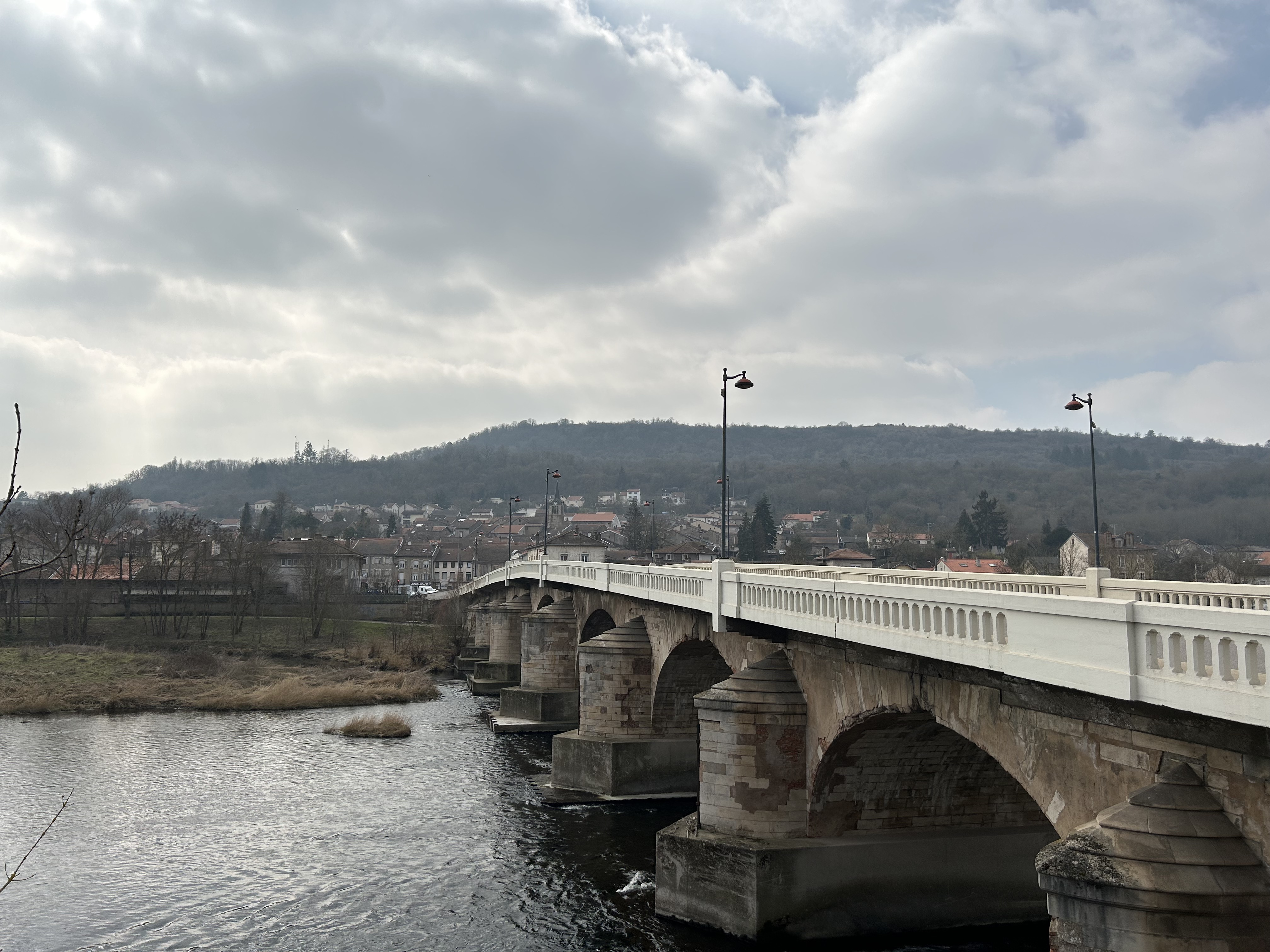
Le pont.

- Domaine et château de la Tournelle[38] construit dans la seconde moitié du XIXe siècle pour le marquis Marie-Laurent de Bonfils[39].
- Château du bord de la Moselle élevé peu avant 1321, restauré début XVe, aménagé en résidence renaissance par les ducs de Mercœur, détruit en 1636 par ordre de Richelieu
- Éléments architecturaux remarquables :

Porte de France (reste des anciens remparts du bourg).
Maison des chapelains.
Statue dans la niche d'angle.
Porte décorée.
Porte à accolade.
Détail de voûte.
Une ancienne fontaine aujourd'hui détruite se trouvait à l'actuelle Place R. Salengro
- Le Fort Pélissier, construit en 1890, devenu le Fort Aventure

#### Édifices religieux
- Église Saint-Julien-de-Brioude inscrite sur l'inventaire supplémentaire des monuments historiques depuis 1926[47] : tympan naïf XVe, nef unique en forme de croix de Lorraine, quatre chapelles XVIIe[48],[49] ; Aujourd'hui en instance de rénnovation, notamment pour la zinguerie et le reste de la toiture.

Vitraux XVIe, ;
Orgue en tribune réalisé vers 1900 par Charles Didier-Van Caster, ;
Armoire eucharistique 1500 ;
Nombreuses statues XVe et XVIe,,,,,,,,,,, ;
Monument funéraire de Jacques Bardin
- Ancien prieuré bénédictin Saint-Bernard Xe dans le Domaine de la Tournelle, reste de l'église du prieuré, transformée en grange vers le XVIIe[67].
- Monument aux morts[68] : conflits commémorés : 1914-1918 - 1939-1945 - Indochine (1946-1954) - AFN-Algérie (1954-1962).
- Pigeonnier du début du XVIIe siècle.

### Personnalités liées à la commune
- En 1850, Ambroise-Auguste Liébeault (1823-1904), médecin célèbre dans le cadre de l'histoire de l'hypnose et du magnétisme animal, s'installe comme médecin de campagne à Pont-Saint-Vincent. Il y exerce jusqu'en 1864.
- André Aubréville (1897-1982), botaniste, membre de l'Académie des sciences, y est né.
- Pierre Cortellezzi (1926-2015), organiste né à Pont-saint-Vincent, titulaire du grand orgue de la cathédrale de Nancy.
- Jacques Rousselot, homme d'affaires né en 1949 à Pont-Saint-Vincent, président de l'AS Nancy-Lorraine de 1994 à 2020 et membre du conseil de l'équipe de France.

### Héraldique
| Blason de Pont-Saint-Vincent | Blason  | Burelé d'argent et de sable de dix pièces au pairle d'azur brochant sur le tout.                                                      |
| Blason de Pont-Saint-Vincent | Détails | Le bleu représente le confluant, le Madon se jetant dans la Moselle dans la commune. Le statut officiel du blason reste à déterminer. |